# هوراس بلومفيلد
هوراس بلومفيلد (15 يوليو 1891 في المملكة المتحدة - 31 مايو 1973) (بالإنجليزية: Horace Bloomfield)‏ هو لاعب كريكت بريطاني.

## وصلات خارجية
- هوراس بلومفيلد على موقع إي آس بي آن كريك إنفو (الإنجليزية)